# Benthochromis
Benthochromis Es un pequeño género de los peces cíclidos el cual es endémico del Lago Tanganyika en África del este.

## Especie
Hay actualmente tres especie reconocida en este género:
- Benthochromis horii T. Takahashi, 2008[2]
- Benthochromis melanoides (Encuesta, 1984)
- Benthochromis tricoti (Encuesta, 1948)